# Pic Queyrel
Le pic Queyrel ou pic Queyron est un sommet situé dans le massif des Écrins, dans les Hautes-Alpes en région Provence-Alpes-Côte d'Azur.

## Géographie et accès
Le pic Queyrel est un sommet de 2 435 m d'altitude sur la commune de La Motte-en-Champsaur dans le canton de Saint-Bonnet-en-Champsaur.
On peut accéder au pic Queyrel à partir de Molines-en-Champsaur, de Chaillol 1600 ou des Infournas, en passant par le col de l'Escalier ou le col du Viallet. On a alors une belle vue sur les alentours dont le Vieux Chaillol.
Le Buissard et certains de ses affluents sont juste en dessous de ce sommet, qui est l'un des plus visibles de la vallée du Champsaur.